# Estadio Balboa

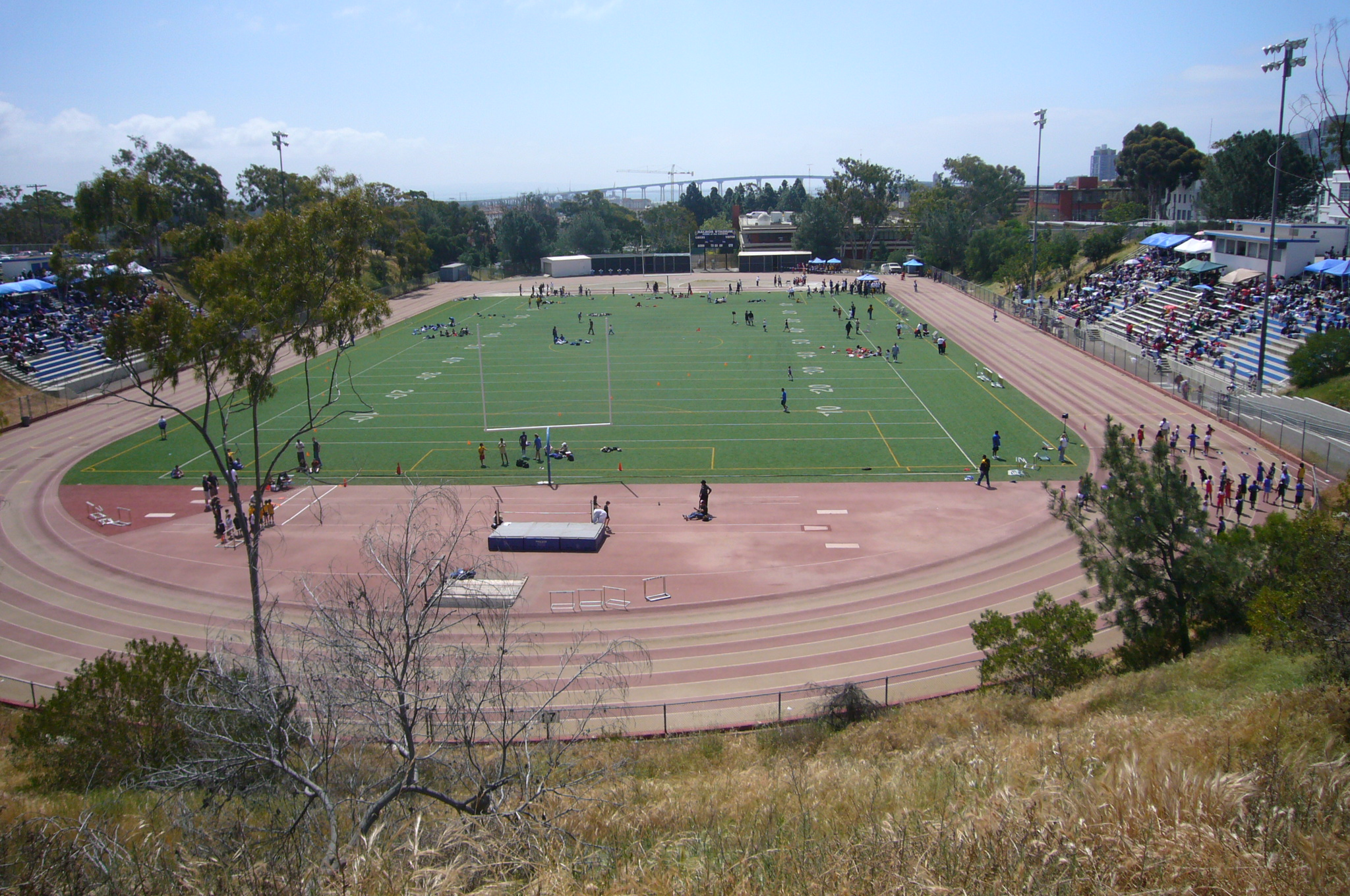
Balboa Stadium (2008)

El Balboa Stadium (en español: Estadio Balboa) se encuentra en San Diego, California. 
El estadio original fue construido en 1914, llamado Estadio de la ciudad y diseñado por la empresa Quayle Brothers. Está situado al este la San Diego High School (Escuela Secundaria de San Diego). Se realizaron carreras de autos en una pista de tierra de 1/4 de milla en el estadio Balboa, alrededor de 1937. El 4 de julio de 1961 cuando las carreras se detuvieron debido a que el servicio podría ser utilizado para el fútbol profesional. Fue el estadio de los San Diego Chargers entre 1961 y 1966. 
El estadio tenía originalmente una capacidad de aproximadamente 15.000 y se amplió en 1961 a 34.000 para dar cabida a los Chargers cuando se mudaron de Los Ángeles. El estadio fue utilizado para conciertos de música popular y otras reuniones públicas en la década de los 70.